# František Hochmann
František Hochmann (2. dubna 1904 – 4. března 1986) byl český fotbalista, brankář, československý reprezentant.

## Sportovní kariéra
Za československou reprezentaci odehrál v letech 1924–1931 sedm utkání. Byl členem silného týmu Sparty Praha druhé poloviny 20. let (v letenské bráně vystřídal „železnosparťanského“ Peyra), měl našlápnuto být reprezentačním gólmanem č. 1 na poměrně dlouhou dobu, jenže měl smůlu: roku 1926 vstoupil do reprezentace fenomenální František Plánička a Hochmann byl odsouzen do konce své kariéry do role jeho náhradníka. Ve Spartě hrál v letech 1922–1930, odchytal za ni 299 zápasů a stal se s ní mistrem Československa roku 1926 a 1927 i středočeským mistrem (vítězem tzv. Středočeské 1. třídy, obvykle nazývané Středočeská liga) roku 1923, kdy šlo o nejvyšší a nejprestižnější soutěž v zemi. Český sportovní novinář a historik Zdeněk Šálek ho charakterizoval slovy: "Pomenší, sporý, pružný a obětavý".